# Roberto Zywica
Roberto Jaime Zywica est un footballeur argentin né le 21 janvier 1947 à Buenos Aires (Argentine) et mort le 18 juillet 2025 à El Calafate (Argentine). 
Joueur de petit gabarit (1,74 m pour 70 kg), il était milieu de terrain. Après sa carrière de joueur, il est devenu entraineur à Atlanta, puis Banfield et Boca Juniors, comme adjoint. Aujourd'hui, il dirige l'école de football de Club Atlético River Plate.

## Palmarès
- International argentin en 1967